# Eparchia di Stamford
L'eparchia di Stamford (in latino Eparchia Stanfordensis Ucrainorum) è una sede della Chiesa greco-cattolica ucraina negli Stati Uniti d'America suffraganea dell'arcieparchia di Filadelfia. Nel 2022 contava 15.334 battezzati. È retta dall'eparca Paul Patrick Chomnycky, O.S.B.M.

## Territorio
L'eparchia comprende il New England e lo stato di New York. 
Sede eparchiale è la città di Stamford, in Connecticut, dove si trova la cattedrale di San Vladimiro. 
Il territorio è suddiviso in 51 parrocchie.

## Storia
L'esarcato apostolico di Stamford fu eretto il 20 luglio 1956 con la bolla Optatissimo unitatis di papa Pio XII, ricavandone il territorio dell'esarcato apostolico degli Stati Uniti d'America per i fedeli di rito orientale (oggi arcieparchia di Filadelfia).
Il 10 luglio 1958 con la bolla Apostolicam hanc dello stesso papa Pio XII l'esarcato apostolico è stato elevato ad eparchia ed è entrato nella provincia ecclesiastica dell'arcieparchia di Filadelfia.

## Cronotassi dei vescovi
Si omettono i periodi di sede vacante non superiori ai 2 anni o non storicamente accertati.
- Ambrozij Andrew Senyshyn, O.S.B.M. † (20 luglio 1956 - 14 agosto 1961 nominato arcivescovo di Filadelfia)
- Joseph Michael Schmondiuk † (14 agosto 1961 - 20 settembre 1977 nominato arcivescovo di Filadelfia)
- Basil Harry Losten † (20 settembre 1977 - 3 gennaio 2006 ritirato)
- Paul Patrick Chomnycky, O.S.B.M., dal 3 gennaio 2006

## Statistiche
L'eparchia nel 2022 contava 15.334 battezzati.
| anno | popolazione | popolazione | popolazione | presbiteri | presbiteri | presbiteri | presbiteri                | diaconi | religiosi | religiosi | parrocchie |
| anno | battezzati  | totale      | %           | numero     | secolari   | regolari   | battezzati per presbitero | diaconi | uomini    | donne     | parrocchie |
| ---- | ----------- | ----------- | ----------- | ---------- | ---------- | ---------- | ------------------------- | ------- | --------- | --------- | ---------- |
| 1966 | 87.620      | 24.226.991  | 0,4         | 102        | 75         | 27         | 859                       |         | 35        | 75        | 57         |
| 1970 | ?           | ?           | ?           | 166        | 71         | 95         | 0                         |         | 116       | 136       | 57         |
| 1976 | 87.115      | 122.000     | 71,4        | 69         | 50         | 19         | 1.262                     |         | 24        | 64        | 56         |
| 1980 | 48.806      | ?           | ?           | 62         | 62         |            | 787                       |         | 24        | 27        | 56         |
| 1990 | 39.505      | ?           | ?           | 64         | 48         | 16         | 617                       | 4       | 22        | 47        | 51         |
| 1999 | 16.684      | ?           | ?           | 74         | 58         | 16         | 225                       | 3       | 19        | 41        | 62         |
| 2000 | 17.754      | ?           | ?           | 74         | 60         | 14         | 239                       | 4       | 17        | 41        | 53         |
| 2001 | 15.501      | ?           | ?           | 70         | 58         | 12         | 221                       | 5       | 26        | 38        | 55         |
| 2002 | 16.600      | ?           | ?           | 73         | 58         | 15         | 227                       | 5       | 32        | 38        | 55         |
| 2003 | 16.500      | ?           | ?           | 74         | 57         | 17         | 222                       | 9       | 29        | 38        | 55         |
| 2004 | 16.000      | ?           | ?           | 78         | 62         | 16         | 205                       | 9       | 23        | 38        | 55         |
| 2009 | 16.750      | ?           | ?           | 78         | 63         | 15         | 214                       | 8       | 22        | 47        | 54         |
| 2010 | 16.750      | ?           | ?           | 82         | 67         | 15         | 204                       | 13      | 22        | 44        | 54         |
| 2014 | 14.180      | ?           | ?           | 67         | 66         | 1          | 211                       | 10      | 8         | 44        | 54         |
| 2017 | 14.960      | ?           | ?           | 67         | 57         | 10         | 223                       | 9       | 10        | 45        | 51         |
| 2020 | 15.500      | ?           | ?           | 56         | 56         |            | 276                       | 10      | 2         | 38        | 51         |
| 2022 | 15.334      | ?           | ?           | 55         | 55         |            | 278                       | 10      | 2         | 38        | 51         |